# Márkos Vafiádis
Márkos Vafiádis (en grec moderne Μάρκος Βαφειάδης) est un militaire et cadre du Parti communiste de Grèce né à Theodosiopolis (Erzurum) le 28 janvier 1906 et décédé à Athènes le 23 février 1992. Il fut l'un des leaders de l'ELAS durant l'occupation de la Grèce pendant la Seconde Guerre mondiale puis de l'Armée démocratique de Grèce durant la guerre civile grecque.

## L'avant-guerre
Vafiádis s'installe à Thessalonique puis à Kavala en tant que réfugié dans le cadre des échanges de populations entre la Grèce et la Turquie en 1922. En 1928 il est membre de la Ligue de la jeunesse communiste de Grèce (OKNE). En 1932, il est emprisonné et envoyé en exil interne pour son action politique. À son retour en octobre 1933, il travaille comme instructeur du Parti dans plusieurs régions grecques.
Au début du régime autoritaire de Ioánnis Metaxás il est de nouveau exilé dans l’île d’Ágios Efstrátios d'où il réussit à s'échapper au bout d'un mois. Entré dans la clandestinité, il participe à l'insurrection de La Canée le 28 juillet 1938. Pour fuir la répression, il se rend à Athènes où il est arrêté, emprisonné à Nauplie, puis exilé sur l'île de Gavdos

## Résistance et guerre civile
En mai 1941, l'occupation nazie de la Grèce lui permet de quitter Gavdos. Il commence alors un travail de sape contre l'occupation allemande. En 1942, il est élu au Comité central du Parti communiste grec et prend la tête de la section de la Macédoine de l'Armée populaire de libération nationale grecque (ELAS).
En octobre 1944, après le retrait de l'armée allemande, il entre à Thessalonique avec ses hommes.
En novembre 1944, il est en désaccord avec Áris Velouchiótis et s'abstient de combattre les troupes britanniques envoyées par Winston Churchill.
Pendant la guerre civile grecque, Nikos Zachariadis secrétaire général du Parti communiste (KKE) lui confie la direction de Armée démocratique de Grèce. Vafiádis devient en décembre 1947 Premier ministre du gouvernement démocratique provisoire d'obédience communiste. Mais très vite des divergences doctrinales l'opposent à Zachariadis, et le refus de Vafiadis de désapprouver Tito à la suite de la rupture entre Tito et Staline marque un point de rupture. Il est démis de ses fonctions dès août 1948 (même si les ordres continuent officiellement à être donnés en son nom), emmené de force en Albanie (où il est quasiment retenu prisonnier) puis exclu du parti communiste grec en octobre sous différentes accusations, dont celle de titisme. 
En mars 1949, il est exfiltré par avion spécial à Moscou, où il est accueilli très froidement en raison de ses positions passées.

## L'après-guerre
Après la défaite définitive des communistes grecs, son exil à Moscou devient permanent. Il apprend le russe et devient horloger. Plus tard, il se mariera avec une Russe et aura un fils. 
Après la disparition de Joseph Staline, Markos Vafiadis est réintégré dans le KKE et élu membre du Bureau politique du Comité central du parti. Toutefois, un nouveau désaccord avec la direction du parti entraîne sa destitution en janvier 1958 et sa deuxième exclusion à partir de juin 1964. Il s'installe alors dans la ville de Penza où il continue à travailler comme horloger.
En mars 1983, il revient en Grèce après un long exil en Union soviétique, à la suite d'une amnistie générale prononcée par le premier ministre Papandreou. En 1990, il est élu membre honoraire du parlement grec sur la liste nationale du Mouvement socialiste panhellénique, nomination qui fut dénoncée dans les milieux conservateurs. Márkos Vafiádis meurt en 1992.